# Marasmius favrei
Marasmius favrei är en svampart som beskrevs av Antonín 1991. Marasmius favrei ingår i släktet Marasmius och familjen Marasmiaceae.  Artens status i Sverige är: Ej påträffad. Inga underarter finns listade i Catalogue of Life.